# Katarzyna Frank-Niemczycka
Katarzyna Frank-Niemczycka (ur. 6 stycznia 1951 w Kutnie) – polska psycholog, społeczniczka, współzałożycielka Fundacji Katarzyny Frank-Niemczyckiej Gwiazdy dla Dzieci.
W latach 1993–1994 kierowniczka Rady Opiekuńczo-Doradczej Olimpiad Specjalnych. W latach 1995–2017 prezes Stowarzyszenia Olimpiady Specjalne Polska. Prezes Honorowa Stowarzyszenia Olimpiad Specjalnych Polska. Od 1994 organizatorka imprez charytatywnych.

## Życiorys
W 1976 ukończyła studia psychologiczne na Wydziale Filozofii Chrześcijańskiej Uniwersytetu Kardynała Stefana Wyszyńskiego, a w 2002 r. studia podyplomowe w zakresie rehabilitacji dysfunkcji układu nerwowego na Wydziale Psychologii UW.
W latach 1985–1991 właścicielka i zarządzająca firmą konfekcyjną Netco. W 1994 powołała Fundację Gwiazdy dla Dzieci, która prowadziła działalność gospodarczą, m.in. w zakresie produkcji filmów, przedstawień teatralnych, koncertów i imprez charytatywnych. W latach 1995–99 inicjatorka i organizatorka koncertów Josego Carrerasa, z których dochód przeznaczony był na program przeszczepu szpiku kostnego stworzonego przez Fundusz Katarzyny Frank-Niemczyckiej. Dzięki temu powstał oddział przeszczepów szpiku kostnego w Szpitalu Banacha. Zakupiono również pojemniki azotowe na Oddziale Banku Krwi Pępowinowej w Szpitalu na Ursynowie. Powstał Oddział Około Przeszczepowy w Szpitalu Dziecięcym przy ulicy Litewskiej.
Wraz z mężem Zbigniewem Niemczyckim jest współzałożycielem Curtis Group, w skład której wchodzą: Curtis Development, Curtis Health Caps, Hotel Bryza oraz General Aviation.
Fundacja współpracowała z programem TVP1 i TVP2 produkując dla nich m.in.:
- 52 odcinki prowadzone Teresy Torańskiej „Historia PRLu”;
- przedstawienie w Teatrze Telewizji w reżyserii Piotra Szulkina „Romeo i Julia 20 lat później” w rolach głównych Jan Nowicki i Zofia Saretok;
- program kulinarny prowadzony przez Wiesława Ochmana i Wojciecha Pszoniaka;
- program filmowy „Premiera” w reżyserii Marii Zmarz-Koczanowicz;
- pierwszy pokaz mody na scenie Teatru Wielkiego w reżyserii Krzysztofa Kolbergera;
- 15 odcinków programu Beaty Tyszkiewicz „Pokaż mi torebkę, powiem Ci kim jesteś”; oraz
- spektakl „Królewna Śnieżka i krasnoludki” (1994)[2][3] z tekstami Mariana Hemara i w reżyserii Krzysztofa Kolbergera i Jacka Bromskiego (udział wzięli m.in. Maryla Rodowicz, Krystyna Sienkiewicz, Barbara Wrzesińska, Jan Kobuszewski, Danuta Rinn, Alina Janowska, Krystyna Tkacz, Zbigniew Wodecki, Krzysztof Kolberger, Joanna Trzepiecińska, Marek Perepeczko, Anna Romantowska, Mieczysław Gajda, Irena Kwiatkowska, Ewa Wiśniewska i Anna Ciepielewska)[3]

W latach 1998–2002 Fundacja Gwiazdy dla Dzieci przyznawała rocznie trzy stypendia roczne dla wybranych studentów Akademii Teatralnej w Warszawie.
Dzięki funduszom uzyskanym z imprezy Artyści Dzieciom dofinansowane zostały Olimpiady Specjalne i Dom Weterana Aktora w Skolimowie.
Dzięki koncertowi Ochmana sfinansowana została winda w Szpitalu Dziecięcym, ul. Litewska.
Dzięki imprezie Królewna Śnieżka i Krasnoludki (60 przedstawień) dofinansowane zostały Gniazda Żoliborskie dla Dzieci prowadzone przez Alinę Janowską oraz zakup pomp infuzyjnych dla Kliniki Hematologii Akademii Medycznej w Warszawie prowadzonej przez Prof. Kuratowską.

## Rodzina
Z mężem Zbigniewem Niemczyckim mają trzech synów: Michała (1981), Mikołaja (1991), Maximiliana (1992).
Rodzice: Ksawery Frank, pochodzący z rodziny ziemiańskiej herbu Jelita. Uczestnik Powstania Warszawskiego. Odznaczony m.in. Krzyżem Powstańczym i Krzyżem AK. Wielokrotny mistrz Polski w rajdach i wyścigach samochodowych, uczestnik Powstania Warszawskiego; Halina Frank, z domu Lewińska, warszawianka, łączniczka AK odznaczona Krzyżem AK.

## Odznaczenia
- Honorary Citizen City of Indianapolis (1983)
- Odznaczenie Krzyż Kawalerski Orderu Odrodzenia Polski (2001)
- Jako pierwsza kobieta w Polsce uzyskała Tytuł Ambasadora Dobrej Woli przez UNICEF (1996)
- Odznaczenie Zasłużonemu Polskiego Towarzystwa Lekarskiego nadane przez środowisko lekarskie
- Odznaka Bene Meritus przyznana przez Polskie Towarzystwo Lekarskie za organizację akcji charytatywnych na rzecz chorych dzieci (2019)